# 강민승 (축구 선수)
강민승(2004년 11월 18일 ~ )은 대한민국의 축구 선수로, 포지션은 공격수이다. 현재 K리그2 충북 청주 FC 소속이다.

## 클럽 경력
충북 청주 FC에 입단하며 충북 청주 FC의 창단 멤버가 되었다.

## 수상 내역

### 대회 기록
청주대성고등학교 (2020 ~ 2022)
- 전국체전 충북 대표 선발전 ● 우승: 2022

### 개인
- 무학기 전국고교축구대회 득점왕: 2022
- 대한민국 고교 축구 주말리그 전반기 우수 선수상: 2022